# ژیلبرت آبوت ا بکت
ژیلبرت آبوت ا بکت (به انگلیسی: Gilbert Abbott à Beckett) فکاهی‌نویس انگلیسی بود

## زندگینامه
در روز ۹ ژانویه سال ۱۸۱۱ در لندن به دنیا آمد. او در زمان خود یکی از معروفترین نویسندگان روزنامه تایمز بود. ژیلبرت آبوت در ۳۰ آگوست سال ۱۸۵۶ در شهر بولونی درگذشت.

## کتابشناسی
از آثار او می‌توان: نمایشنامه‌ها، ناقوسها، درام جن و پری و هندی‌های فراری را نام برد که نمایشنامهٔ هندی‌های فراری یک کمدی بسیار خنده دار است که در سال ۱۸۳۸ منتشر شد.